# 园林路站
园林路站位于中华人民共和国湖北省武汉市洪山区，是武汉地铁4号线的地铁车站。

## 車站结构
车站位于团结大道与园林路交叉口，为地下两层岛式站台：地下一层站厅，地下二层站台。共设九个出入口，目前启用四个。 车站在靠近仁和路站的方向设有存车线，以备特殊情况下使用。

### 楼层分布
| 地面     | 地面               | 出入口                               |  |  |
| 地下一层 | 站厅               | 售票机、客服中心、武漢通充值、洗手間 |  |  |
| 地下二层 |                    | █ 4号线 往柏林（罗家港）             |  |  |
|          | 岛式站台，左侧开门 |                                      |  |  |
|          |                    | █ 4号线 往武汉火车站（仁和路）       |  |  |

### 車站出口
|                                                 |      |                                             |
| 出口編號                                        | 設施 | 建議前往的目的地                            |
| A                                               |      | 瑞豐路 團結大道、瑞豐國際大廈、鐵機盛世家園 |
| B                                               |      | 團結大道 瑞豐路                             |
| C                                               |      | 團結大道                                    |
| D                                               |      | 團結大道                                    |
| E                                               |      | 團結大道 三弓路                             |
| F                                               |      | 團結大道 三弓路、武豐佳園                   |
| G                                               |      | 團結大道 武豐佳園                           |
| H                                               |      | 團結大道 武豐佳園                           |
| J                                               |      | 瑞豐路 團結大道、武豐佳園                   |
| K                                               |      | 團結大道 瑞豐路                             |
| 注： 設有升降機 \| 設有輪椅升降台 \| 設有洗手間 |      |                                             |

## 运营信息
- 4号线首末班车时间

### 内部链接
- 武汉地铁车站列表